# 조휘 (배우)
조휘(1981년 4월 8일 ~ )는 대한민국의 배우이다.

## 학력
- 고려대학교 체육교육학과 학사
- 명지대학교 대학원 영화뮤지컬학과 석사
- 명지대학교 대학원 뮤지컬공연 박사

## 출연작

### 드라마
- 《굿 와이프》 (2016년, tvN)
- 《용팔이》 (2015년, SBS) - 김 형사 역
- 《토지》 (2004년, SBS)

### 영화
- 《카운트》 (2023년) - 사회자 역

### 뮤지컬
- 《레베카》 (2014년)
- 《태양왕》 (2014년)
- 《해를 품은 달》 (2014년)
- 《노트르담 드 파리》 (2013년)
- 《황태자 루돌프》 (2012년)
- 《영웅을 기다리며》 (2012년)
- 《콩칠팔 새삼륙》 (2012년)
- 《넌 가끔 내 생각을 하지 난 가끔 딴 생각을 해》 (2011년)
- 《왕세자 실종사건》 (2010년)
- 《몬테크리스토》 (2010년)
- 《영웅》 (2009년)
- 《클레오파트라》 (2009년)
- 《돈 주앙》 (2009년)
- 《마이 스케어리 걸》 (2008년)
- 《김종욱 찾기》 (2007년)
- 《블루사이공》 (2002년)

### 연극
- 《내 아내의 모든 것》 (2014년)
- 《더 코러스》 (2011년)